# المدرسة البندقية (موسيقى)

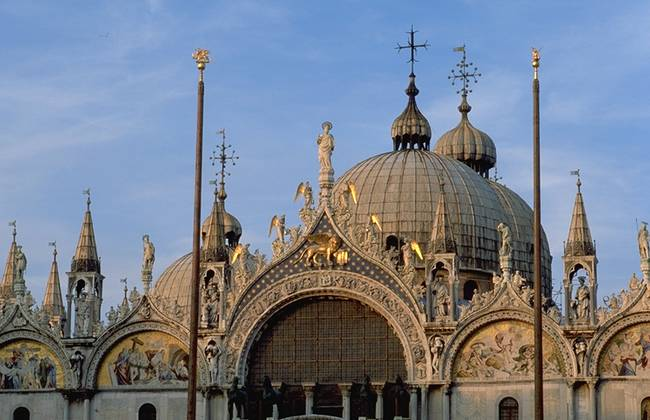
سان ماركو مساء. كانت هذه الكنيسة مهد المدرسة البندقية.

في تاريخ الموسيقى، المدرسة البندقية مصطلح يستخدم لوصف الملحنين الذين عملوا في مدينة البندقية من حوالي 1550 إلى حوالي 1610، ويصف أيضًا الموسيقى التي أنتجوها. كانت المؤلفات البندقية متعدد الجوقات من أواخر القرن السادس عشر من بين الأحداث الموسيقية الأكثر شهرة في أوروبا، وكان تأثيرها على الممارسة الموسيقية في دول أخرى هائلًا. كانت الابتكارات التي أدخلتها المدرسة البندقية بالإضافة إلى التنمية المعاصرة للمونودي والأوبرا في فلورنسا محددة لنهاية موسيقى عصر النهضة وبداية موسيقى عصر الباروك.